# A Day Without Me
«A Day Without Me» es un sencillo de la banda irlandesa U2, incluido en el álbum Boy (1980). Fue el segundo sencillo que lanzaron tras firmar el contrato discográfico con Island Records.

## Historia
Martin Hannett se iba a encargar de la producción del primer álbum de U2, Boy (1980), pero se había comprometido con el grupo Joy Division para los arreglos de su gira por EE. UU.; entonces Ian Curtis (líder de Joy Division) se suicidó; y la gira no llegó a hacerse. Martin no se encontraba con fuerzas para grabar con U2, así que empezaron a sonar otros nombres, entre ellos, el de Steve Lillywhite.
Steve Lillywhite había trabajado con Siouxsie & the Banshees y XTC, y «A Day Without Me» fue la primera grabación en la que participó junto a U2.
El DJ Carter Alan de la WBCN-FM de Boston escuchó «A Day Without Me» en una tienda de discos, y la incluyó en su lista, dando a conocer el grupo al público estadounidense.
Los lectores de Hot Press votaron la canción como N.º #2 de los Mejores sencillos de Irlanda.

## En directo
La canción debutó en directo en 1980, en una de las giras anteriores al Boy Tour de 1980. Formó parte del Boy Tour de 1980-81, del October Tour de 1981-82, del War Tour de 1982-83 y del Unforgettable Fire Tour de 1984-85. En todas las giras tuvo una presencia irregular, faltando en varios conciertos de cada una. Después de 1985, nunca más fue interpretada en vivo por el grupo.
En muchos de los conciertos, «A Day Without Me» iba precedida por «I Threw a Brick Through a Window», y durante algunos conciertos Bono añadía al final fragmentos de otras canciones. El 24 de marzo de 1983 en Glasgow, lo hizo con un fragmento de Loch Lomond y en 30 de mayo de 1983 en Devore California,, con Dear Prudence de los Beatles. «Thinks To Make And Do» es la única pieza instrumental tocada en directo por U2, y normalmente seguía a The Electric Co. en la gira Boy. Sólo ha sido tocada una vez desde entonces, al principio de la gira October Tour, el 31 de agosto de 1981.

## Lista de canciones
| N.º | Título                                 | Duración |  |
| 1.  | «A Day Without Me»                     | 3:12     |  |
| 2.  | «Things to Make and Do» (Instrumental) | 2:14     |  |